# Mont de l'Arpille
Mont de l'Arpille är en bergstopp i Schweiz.   Den ligger i distriktet Martigny och kantonen Valais, i den sydvästra delen av landet, 100 km söder om huvudstaden Bern. Toppen på Mont de l'Arpille är 2 085 meter över havet, eller 558 meter över den omgivande terrängen. Bredden vid basen är 6,3 km.
Terrängen runt Mont de l'Arpille är mycket bergig. Närmaste större samhälle är Martigny, 5,8 km nordost om Mont de l'Arpille. 
I omgivningarna runt Mont de l'Arpille växer i huvudsak blandskog. Runt Mont de l'Arpille är det ganska tätbefolkat, med 83 invånare per kvadratkilometer.